# هیدروزنسیت
هیدروزنسیت  (به انگلیسی: Hydrozincite) با فرمول شیمیایی Zn5[(OH)3-CO3]2 از مجموعه کانی هاست و دارای لومینسانس آبی روشن نام آن از ترکیب شیمیائی اش گرفته شده‌است. دراسیدها می‌جوشد. ZnO:۷۴٫۱۲٪  CO۲:۱۶٫۰۳٪  H2O:۹٫۸۵٪  برای اولین بار در اتریش کشف شد و از نظر شکل بلور: پهن و کوتاه، رنگ: سفید - زرد روشن - خاکستری - صورتی - آبی روشن، شفافیت: نیمه شفاف، جلا: صدفی - ابریشمی - مات، رخ: کامل- مطابق با، سیستم تبلور: مونوکلینیک ندرتاً آمرف و در رده‌بندی کربنات است  و منشأ تشکیل آن ثانوی است.
همایند کانی‌شناسی (پارانژ) آن اسمیت سونیت- اوری کلسیت- اسفالریت- سروزیت- اسمیت زونیت است
کاربرد آن: کانسار روی، از نظر ژیزمان بلوری - آگرگات خاکی، ندرتاً توده‌ای - استالاگتیتی - پوسته‌ای تقریباً کمیاب است و بیشتر در در اطریش، آلمان، اسپانیا، مکزیک، لهستان، الجزیره و آمریکا یافت می‌شود.